# الکسیس بوسین
الکسیس بوسین (انگلیسی: Alexis Busin؛ زادهٔ ۷ سپتامبر ۱۹۹۵) بازیکن فوتبال اهل فرانسه است. او در پست هافبک بازی می‌کند.
از باشگاه‌هایی که در آن بازی کرده‌است می‌توان به باشگاه فوتبال نانسی اشاره کرد.